# Tracey Small
Tracey Small (* 22. Dezember 1965) ist eine australische Badmintonspielerin.

## Karriere
Tracey Small nahm 1986 und 1990 an den Commonwealth Games teil. Mit der australischen Mannschaft gewann sie dort 1986 Bronze. Im Einzel stand sie 1990 bei der gleichen Veranstaltung in der vierten Runde. 1984, 1985, 1986, 1987, 1988 und 1990 siegte sie bei den Victoria International. In der Whyte Trophy startete sie 1989.